# Marion Maréchal
Marion Maréchal-Le Pen (n. 10 decembrie 1989, Saint-Germain-en-Laye⁠(d), Île-de-France, Franța) este o politiciană franceză. În vârsta de 22 de ani a fost aleasă în calitate de deputat în Adunarea Națională a Franței devenind cel mai tânăr legislator francez din istoria politică franceză contemporană
A absolvit Facultatea de Drept public la Universitatea Panthéon-Assas, este Magistru în Drept.
În 18 ani a devenit membră a Frontului Național (FN), începând cu iulie 2012 este membră al Comitetului Executiv al FN.
În iunie 2012 a candidat pentru Adunarea Națională a Franței în Circumscripția electorală 3 din Vaucluse și a câștigat în primul tur cu 34,65% din voturi. Pe 17 iunie 2012 a câștigat și în al doilea tur cu 42,09% din voturi. Din 20 iunie 2012 este deputat în Adunarea Națională, membră a Comisiei pentru Afaceri Externe și a Comisiei pentru Cultură și Educație.
A fost în fruntea listei de candidați FN la alegerile regionale din Provența-Alpi-Coasta de Azur din decembrie 2015. Frontul Național a obținut cel mai mare scor din istoria sa (40,55% din voturi în primul tur și 45,22% în cel de-al doilea tur) câștigând 42 de locuri din 123 în cadrul Adunării Regionale a Departamentului Vaucluse.